# Philipp Grubauer
Philipp Grubauer (* 25. listopadu 1991 v Rosenheimu) je německý hokejový brankář momentálně působící v celku Seattle Kraken. Do NHL byl draftován týmem Washington Capitals.

## Ocenění a úspěchy
- 2008 WHC-17 - All-Star Tým
- 2010 MSJ-D1A - Nejnižší průměr inkasovaných branek
- 2010 MSJ-D1A - Nejúspěšnější brankář v %
- 2010 MSJ-D1A - Nejlepší hráč v týmu
- 2012 ECHL - All-Rookie Tým
- 2012 ECHL - Nejlepší brankář měsíce listopadu 2011
- 2012 ECHL - Nováček měsíce ledna 2012
- 2013 ECHL - All-Star Game
- 2013 ECHL - Nejlepší brankář měsíce listopadu 2013
- 2015 AHL - All-Star Game
- 2021 NHL - Nejvíce čistých kont
- 2022 MS - Top tří nejlepších hráčů v týmu

## Prvenství
- Debut v NHL - 27. února 2013 (Philadelphia Flyers proti Washington Capitals)
- První inkasovaný gól v NHL - 9. března 2013 (New York Islanders proti Washington Capitals, kanadským útočníkem Josh Bailey)
- První čisté konto v NHL - 18. října 2016 (Washington Capitals proti Colorado Avalanche)

## Klubová statistika

### Základní části
| Sezona       | Tým                      | Liga         | Z   | V   | P   | Pvp | MIN    | OG  | ČK | POG  | %ChS |
| ------------ | ------------------------ | ------------ | --- | --- | --- | --- | ------ | --- | -- | ---- | ---- |
| 2007–08      | Starbulls Rosenheim      | 3.GBun       | 5   | —   | —   | —   | —      | —   | —  | 2.73 | —    |
| 2008–09      | Belleville Bulls         | OHL          | 17  | 7   | 8   | 0   | 947    | 62  | 0  | 3.93 | .888 |
| 2009–10      | Belleville Bulls         | OHL          | 31  | 10  | 14  | 5   | 1717   | 90  | 0  | 3.14 | .913 |
| 2009–10      | Windsor Spitfires        | OHL          | 19  | 13  | 1   | 2   | 1011   | 40  | 2  | 2.37 | .906 |
| 2010–11      | Kingston Frontenacs      | OHL          | 38  | 22  | 13  | 3   | 2239   | 135 | 2  | 3.62 | .903 |
| 2011–12      | South Carolina Stingrays | ECHL         | 43  | 23  | 13  | 5   | 2536   | 94  | 1  | 2.22 | .918 |
| 2012–13      | Reading Royals           | ECHL         | 26  | 19  | 5   | 1   | 1542   | 59  | 0  | 2.30 | .912 |
| 2012–13      | Hershey Bears            | AHL          | 28  | 15  | 9   | 2   | 1624   | 61  | 2  | 2.25 | .919 |
| 2012–13      | Washington Capitals      | NHL          | 2   | 0   | 1   | 0   | 84     | 5   | 0  | 3.57 | .915 |
| 2013–14      | Hershey Bears            | AHL          | 28  | 13  | 13  | 2   | 1685   | 73  | 3  | 2.60 | .916 |
| 2013–14      | Washington Capitals      | NHL          | 17  | 6   | 5   | 5   | 883    | 35  | 0  | 2.38 | .925 |
| 2014–15      | Hershey Bears            | AHL          | 49  | 27  | 17  | 5   | 2918   | 112 | 6  | 2.30 | .921 |
| 2014–15      | Washington Capitals      | NHL          | 1   | 1   | 0   | 0   | 65     | 2   | 0  | 1.85 | .920 |
| 2015–16      | Washington Capitals      | NHL          | 22  | 8   | 9   | 1   | 1111   | 43  | 0  | 2.32 | .918 |
| 2016–17      | Washington Capitals      | NHL          | 24  | 13  | 6   | 2   | 1265   | 43  | 3  | 2.04 | .926 |
| 2017–18      | Washington Capitals      | NHL          | 35  | 15  | 10  | 3   | 1865   | 73  | 3  | 2.35 | .923 |
| 2018–19      | Colorado Avalanche       | NHL          | 37  | 18  | 9   | 5   | 2021   | 89  | 3  | 2.64 | .917 |
| 2019–20      | Colorado Avalanche       | NHL          | 36  | 18  | 12  | 4   | 2058   | 90  | 2  | 2.63 | .916 |
| 2020–21      | Colorado Avalanche       | NHL          | 40  | 30  | 9   | 1   | 2367   | 77  | 7  | 1.95 | .922 |
| 2021–22      | Seattle Kraken           | NHL          | 55  | 18  | 31  | 5   | 3112   | 164 | 2  | 3.16 | .889 |
| 2022–23      | Seattle Kraken           | NHL          | 39  | 17  | 14  | 4   | 2066   | 98  | 0  | 2.85 | .895 |
| 2023–24      | Seattle Kraken           | NHL          | 36  | 14  | 16  | 2   | 1997   | 95  | 2  | 2.85 | .899 |
| Celkem v NHL | Celkem v NHL             | Celkem v NHL | 343 | 158 | 122 | 32  | 18,891 | 814 | 22 | 2.59 | .911 |

### Play-off
| Sezona       | Tým                 | Liga         | Z  | V  | P  | MIN   | OG  | ČK | POG  | %ChS |
| ------------ | ------------------- | ------------ | -- | -- | -- | ----- | --- | -- | ---- | ---- |
| 2008–09      | Belleville Bulls    | OHL          | 1  | 0  | 0  | 56    | 4   | 0  | 4.26 | .902 |
| 2009–10      | Windsor Spitfires   | OHL          | 18 | 16 | 2  | 1094  | 49  | 2  | 2.69 | .909 |
| 2012–13      | Hershey Bears       | AHL          | 5  | 2  | 3  | 301   | 19  | 0  | 3.79 | .901 |
| 2014–15      | Hershey Bears       | AHL          | 7  | 2  | 4  | 394   | 22  | 0  | 3.35 | .901 |
| 2014–15      | Washington Capitals | NHL          | 1  | 1  | 0  | 60    | 3   | 0  | 3.00 | .857 |
| 2016–17      | Washington Capitals | NHL          | 1  | 0  | 0  | 19    | 2   | 0  | 6.32 | .778 |
| 2017–18      | Washington Capitals | NHL          | 2  | 0  | 1  | 105   | 8   | 0  | 4.57 | .837 |
| 2018–19      | Colorado Avalanche  | NHL          | 12 | 7  | 5  | 732   | 28  | 1  | 2.30 | .925 |
| 2019–20      | Colorado Avalanche  | NHL          | 7  | 5  | 1  | 385   | 12  | 1  | 1.87 | .922 |
| 2020–21      | Colorado Avalanche  | NHL          | 10 | 6  | 4  | 598   | 26  | 0  | 2.61 | .914 |
| 2022–23      | Seattle Kraken      | NHL          | 14 | 7  | 7  | 823   | 41  | 0  | 2.99 | .903 |
| Celkem v NHL | Celkem v NHL        | Celkem v NHL | 47 | 26 | 18 | 2,722 | 120 | 2  | 2.65 | .910 |

### Reprezentace
| Rok                    | Tým                    | Soutěž                 | Z  | V | P | R | MIN | OG | ČK | POG  | %ChS |
| ---------------------- | ---------------------- | ---------------------- | -- | - | - | - | --- | -- | -- | ---- | ---- |
| 2008                   | Německo 17             | WHC-17                 | 5  | — | — | — | —   | —  | —  | 3.49 | .909 |
| 2008                   | Německo 18             | MS-18                  | 4  | 2 | 2 | 0 | 245 | 17 | 1  | 4.16 | .877 |
| 2009                   | Německo 20             | MSJ                    | 3  | 0 | 2 | 0 | 109 | 12 | 0  | 6.61 | .838 |
| 2010                   | Německo 20             | MSJ-D1A                | 5  | 5 | 0 | 0 | 280 | 3  | 2  | 0.64 | .974 |
| 2011                   | Německo 20             | MSJ                    | 4  | 0 | 4 | 0 | 176 | 13 | 0  | 4.44 | .888 |
| 2014                   | Německo                | MS                     | 2  | 0 | 1 | 0 | 118 | 4  | 0  | 2.03 | .921 |
| 2019                   | Německo                | MS                     | 3  | 1 | 1 | 0 | 147 | 7  | 0  | 2.86 | .920 |
| 2022                   | Německo                | MS                     | 5  | 2 | 2 | 0 | 296 | 12 | 1  | 2.43 | .907 |
| Juniorská reprezentace | Juniorská reprezentace | Juniorská reprezentace | 21 | — | — | — | —   | —  | —  | 3.87 | .897 |
| Seniorská reprezentace | Seniorská reprezentace | Seniorská reprezentace | 10 | 3 | 4 | 0 | 561 | 23 | 1  | 2.46 | .914 |